# Colletes titusensis
Colletes titusensis là một loài Hymenoptera trong họ Colletidae. Loài này được Mitchell mô tả khoa học năm 1951.

## Hình ảnh

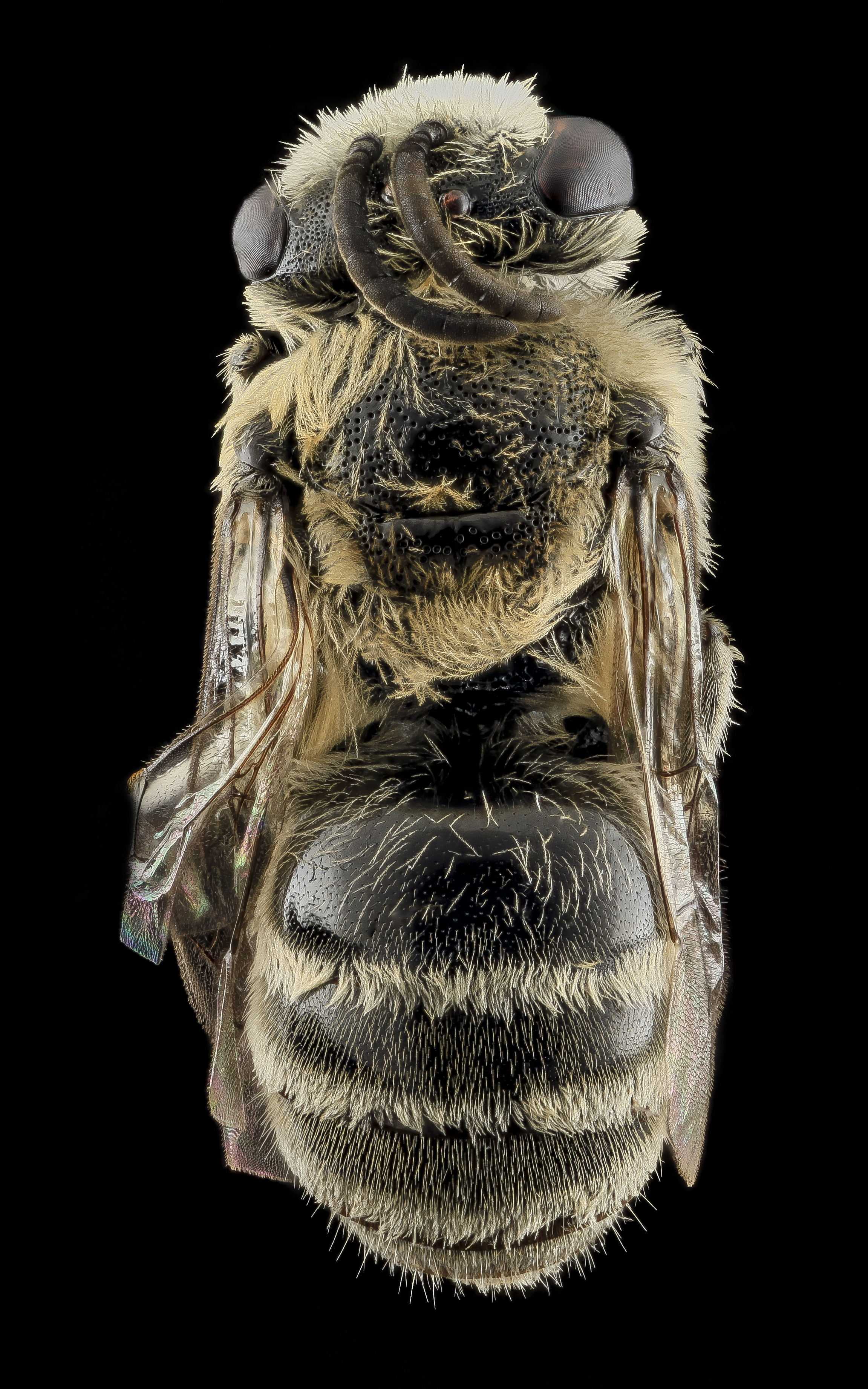
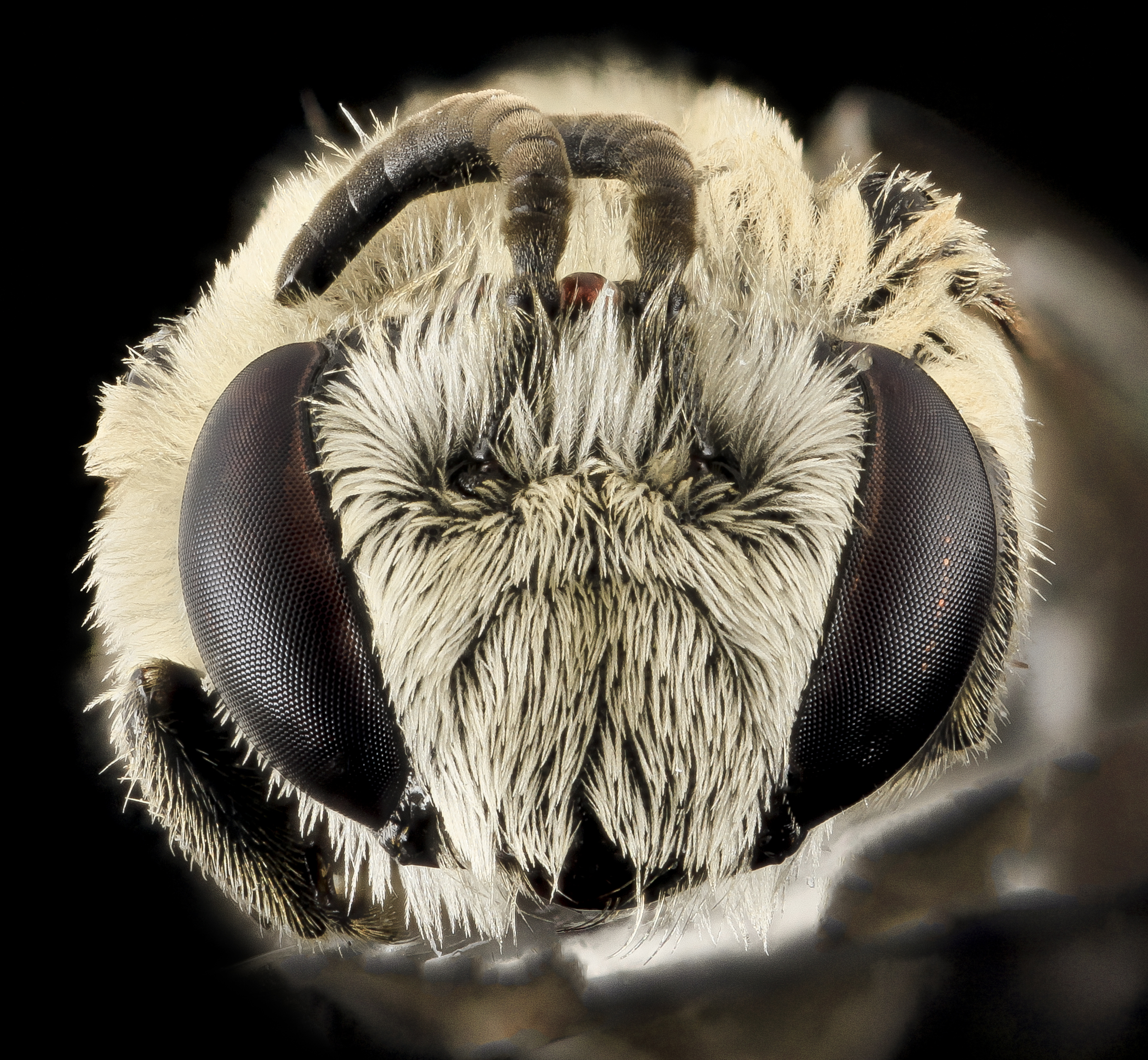